# Callopepla emarginata
Callopepla emarginata là một loài bướm đêm thuộc phân họ Arctiinae, họ Erebidae.